# Watsonia schlechteri
Watsonia schlechteri är en irisväxtart som beskrevs av Harriet Margaret Louisa Bolus. Watsonia schlechteri ingår i släktet Watsonia och familjen irisväxter. Inga underarter finns listade i Catalogue of Life.